# Odbor za gospodarstvo Državnega zbora Republike Slovenije
Odbor za gospodarstvo je odbor Državnega zbora Republike Slovenije.

## Delovanje
»Odbor obravnava predloge zakonov, druge akte in problematiko, ki se nanaša na ekonomski sistem in razvoj, notranji trga ter tehnično zakonodajo in merila, varstvo potrošnikov, varstvo konkurence, ekonomske odnose s tujino, razvoj podjetniškega sektorja in konkurenčnosti, pogoje za ustanavljanje in ohranjanje delovnih mest, intelektualno lastnino, drobno gospodarstvo in turizem, energetiko in rudarstvo, elektronske komunikacije in pošto, industrijske projekte ter druga vprašanja, ki jih obravnava za ta področja pristojno ministrstvo.
Prav tako Odbor za gospodarstvo spremlja in nadzira delo Slovenske odškodninske družbe, d.d., Kapitalske družbe pokojninskega in invalidskega zavarovanja, d.d., Sklada kmetijskih zemljišč in gozdov Republike Slovenije, vzajemnih skladov, investicijskih družb in družb za upravljanje ter drugih skladov in drugih pravnih oseb, kolikor je njihovo delovanje vezano na lastninsko preoblikovanje podjetij. V njegovo področje dela sodi tudi obravnava poročila družbenega pravobranilca Republike Slovenije in drugih institucij s področja oškodovanja družbene lastnine pri lastninskem preoblikovanju podjetij oziroma pravnih oseb ter obravnava, spremljanje in nadzor izvajanja privatizacije in prodaje državnega premoženja ter obravnava poročil organov, pristojnih za izvedbo privatizacije državnega premoženja ter poročil v zvezi z oškodovanjem državne lastnine v postopku privatizacije.
Odbor obravnava zadeve EU s svojega delovnega področja.«

## Sestava
1. državni zbor Republike Slovenije
- izvoljen: 23. februar 1993
- predsednik: Franc Horvat
- podpredsednik: Maksimiljan Lavrinc
- člani: Franc Avberšek, Stane Frim, Benjamin Henigman, Branko Janc, Janez Jug (od 29. oktobra 1993), Metka Karner-Lukač, Jožef Kocuvan, Rafael Kužnik, Sašo Lap (do 6. oktobra 1994), Igor Omerza, Miloš Pavlica, Marjan Podobnik (do 29. junija 1996), Marijan Poljšak (do 21. decembra 1994), Jože Protner, Izidor Rejc, Herman Rigelnik (do 29. novembra 1993), Drago Šiftar, Peter Tancig, Janez Vindiš (od 29. junija 1994)

2. državni zbor Republike Slovenije
- izvoljen: 16. januar 1997
- predsednik: Jože Zagožen
- podpredsednik: Franc Horvat
- člani: Stanislav Brenčič, Anton Delak, Polonca Dobrajc (do 17. decembra 1997), Benjamin Henigman, Peter Hrastelj, Branko Janc, Jožef Jerovšek, Branko Kelemina, Jožef Košir, Alojz Kovše (do 3. aprila 1997), Rafael Kužnik (od 17. decembra 1997), Darinka Mravljak, Peter Petrovič (od 25. julija 1997), Izidor Rejc, Boris Sovič, Jožef Špindler
- funkcija člana: Peter Petrovič (23. april-25. julij 1997)

3. državni zbor Republike Slovenije
- izvoljen: 21. november 2000
- predsednik: Franc Horvat
- podpredsednik: Blaž Kavčič, Valentin Pohorec
- člani: Geza Džuban, Mitja Gaspari, Branko Jarc, Milan Kopušar, Leopold Kremžar, Jožef Špindler, Franc Čebulj, Branko Kelemina, Franc Sušnik, Janko Veber, Stanislav Brenčič, Andrej Bajuk, Sašo Peče, Igor Štemberger

4. državni zbor Republike Slovenije
- izvoljen: ?
- predsednik: Franc Horvat
- podpredsednik: Martin Mikolič, Vili Rezman
- člani: Matjaž Han, Kristijan Janc, Danijel Krivec, Matej Lahovnik, Mitja Ljubeljšek, Stane Pajk, Milan Petek, Alojz Posedel, Srečko Prijatelj, Bojan Rugelj, Mitja Slavinec, Bojan Starman, Ciril Testen